# Relações entre Irã e Iraque
As relações entre Irão (português europeu) ou Irã (português brasileiro) e Iraque são as relações diplomáticas estabelecidas entre a República Islâmica do Irã e a República do Iraque. O Irã possui uma embaixada em Bagdá e três consulados gerais em Suleimânia, Arbil e Carbala. O Iraque possui uma embaixada em Teerã e três consulados gerais em Quermanxá, Avaz e Mexede.
Tanto na Antiguidade como nos dias atuais, estas relações foram marcadas diversas vezes por épocas bastante turbulentas. A região onde atualmente é o Iraque chegou a fazer parte dos impérios iranianos. Os dois países compartilham uma fronteira terrestre e uma antiga herança cultural e religiosa. As modernas relações bilaterais entre ambos foram afetadas por conflitos de fronteiras, disputas de petróleo, questões étnicas entre árabes e iranianos, tensões entre sunitas e xiitas e a Guerra Irã-Iraque (1980–1988), que custou a vida de milhões de pessoas.
Embora o Iraque tenha se tornado uma nação árabe, a maioria de sua população seguia o ramo xiita do islamismo, que também era seguido pela maioria da população do Irã.

## Atualidade
As relações modernas entre as duas nações se tornaram muito difíceis depois que o partido Baath do futuro presidente Saddam Hussein ganhou força no Iraque em 1966, o que levou a uma posição mais agressiva em litígios fronteiriços.
Na sequência da Revolução Iraniana de 1979, Saddam Hussein lançou uma invasão ao Irã, alegando disputas em fronteiras. O seu objetivo também era o de obter o controle de áreas ricas em petróleo no território iraniano. O conflito durou oito anos e terminou em um impasse, e envolveu o uso de armas químicas e a violência étnica contra árabes iraquianos xiitas, que foram acusados de conluio com o Irã xiita. Apesar de o Irã não ter apoiado a coalizão multi-nacional contra a invasão do Kuwait pelo Iraque em 1991, abrigou muitas organizações políticas xiitas de oposição ao governo de Saddam.
A queda do regime de Saddam Hussein, em 2003, levou à normalização das relações entre os dois países. Em janeiro de 2010, Irã e Iraque assinaram mais de 100 acordos econômicos e de cooperação. Desde 2003, o Iraque permitiu que os muçulmanos xiitas do Irã pudessem fazer as suas peregrinações a lugares sagrados xiitas no país. Em março de 2008, o presidente Mahmoud Ahmadinejad foi o primeiro presidente iraniano a visitar o Iraque desde a revolução islâmica de 1979. O premiê iraquiano Nouri al-Maliki fez várias visitas de Estado ao Irã desde 2006 e manifestou simpatia com o programa nuclear do país persa. 
Os mais sérios desafios para as relações bilaterais vêm de acusações das autoridades americanas e iraquianas de que o Irã estivesse incentivando grupos insurgentes, como o xiita Exército Madi, e permitindo a muitos iranianos entrarem no Iraque ilegalmente. O Irã tem reiteradamente se oposto à presença de tropas americanas no Iraque.
Desde 2011, o Iraque vem enfrentando sérias crises de segurança interna, com ascensão de grupos terroristas como a al Qaeda e o Estado Islâmico (EI). O Irã, temendo a desestabilização do vizinho (que havia se tornado um importante aliado nos últimos anos), se tornou o primeiro país a enviar tropas terrestres ao Iraque para lutar com eles contra os extremistas do EI. Além disso, equipamentos e armas também foram enviados. Muitos analistas acreditam que o Irã usou da desestabilização do país vizinho para aumentar sua zona de influência na região. Atualmente, o  governo iraniano segue como um dos principais aliados de Bagdá, algo impensável vinte anos antes quando os países estavam se digladiando em um sangrento conflito.